# SM U-6 (1910)
SM U-6 – niemiecki okręt podwodny typu U-5 z okresu I wojny światowej, który wszedł do służby w Cesarskiej Marynarce Wojennej w 1910 roku. Podczas swoich czterech patroli bojowych zatopił 16 jednostek wroga. Zatopiony w 1915 roku przez brytyjski okręt podwodny.

## Projekt i budowa
Zamówienie na drugi okręt typu U-5 zostało złożone w stoczni Germaniawerft w Kilonii 8 kwietnia 1908 roku. Rozpoczęcie budowy nastąpiło 24 sierpnia 1908 roku, wodowanie 18 maja 1910 roku. Okręt wszedł do służby 12 sierpnia 1910 roku.

## Służba
Po wybuchu I wojny światowej okręt wyruszył w swój pierwszy patrol bojowy 25 lutego 1915 roku. Zajął pozycję w rejonie kanału La Manche, gdzie 28 lutego w pobliżu Beachy Head zaatakował brytyjską jednostkę handlową „Thordis”. Wystrzelona torpeda okazała się niecelna, a załoga atakowanej jednostki po zauważeniu peryskopu podjęła decyzję o staranowaniu zanurzonego okrętu. Na U-6 został zniszczony peryskop i okręt musiał wrócić do bazy na remont. Załoga „Thordis” była przekonana że zatopiła niemiecki okręt podwodny i uzyskała w lokalnych mediach tytuł pierwszej cywilnej jednostki, która zatopiła niemieckiego U-bota. W ramach podziękowań za domniemane zatopienie U-6 załoga otrzymała z różnych źródeł kilkaset funtów nagrody.
7 kwietnia okręt rozpoczął swój kolejny wojenny patrol, gdzie operował w rejonie wschodniego wybrzeża Wielkiej Brytanii. Po dwóch nieudanych atakach torpedowych 11 kwietnia, 14 kwietnia zatopił swoje dwie pierwsze jednostki handlowe. 21 kwietnia powrócił do bazy w Helgolanddzie, wraz z zajętą jako pryz małą brytyjską jednostką „Glencarse” .
15 września 1915 roku u wybrzeży Norwegii, w czasie gdy przebywał na powierzchni, został zatopiony przez brytyjski okręt podwodny HMS „E16”. Z załogi uratowało się jedynie pięć osób, które w momencie ataku znajdowały w rejonie kiosku okrętu .

### Podsumowanie działalności bojowej
SM U-6 odbył cztery rejsy operacyjne, w wyniku których zatopił lub przejął jednostki o pojemności 11951 BRT .
| Data             | Nazwa            | Państwo         | Tonaż      | Los jednostki |
| ---------------- | ---------------- | --------------- | ---------- | ------------- |
| 14 kwietnia 1915 | „Folke”          | Szwecja         | 1352 t     | zatopiony     |
| 14 kwietnia 1915 | „Glencarse”      | Wielka Brytania | 188 t      | przejęty      |
| 14 kwietnia 1915 | „Vestland”       | Dania           | 3392 t     | zatopiony     |
| 19 lipca 1915    | „Capella”        | Szwecja         | 422 t      | zatopiony     |
| 21 lipca 1915    | „Anvers”         | Norwegia        | 862 t      | przejęty      |
| 21 lipca 1915    | „Madonna”        | Szwecja         | 455 t      | zatopiony     |
| 22 lipca 1915    | „Fortuna”        | Szwecja         | 203 t      | zatopiony     |
| 25 lipca 1915    | „G.P. Harbitz”   | Norwegia        | 673 t      | zatopiony     |
| 25 lipca 1915    | „Harboe”         | Norwegia        | 388 t      | zatopiony     |
| 25 lipca 1915    | „Sognedalen”     | Norwegia        | 644 t      | zatopiony     |
| 26 lipca 1915    | „Elna”           | Dania           | 78 t       | zatopiony     |
| 26 lipca 1915    | „Emma”           | Szwecja         | 687 t      | zatopiony     |
| 26 lipca 1915    | „Marie”          | Dania           | 173 t      | zatopiony     |
| 26 lipca 1915    | „Neptunus”       | Dania           | 143 t      | zatopiony     |
| 10 września 1915 | „Presto”         | Norwegia        | 206 t      | zatopiony     |
| 11 września 1915 | „Wansbeck”       | Norwegia        | 462 t      | zatopiony     |
| 11 września 1915 | „Rundulf Hansen” | Norwegia        | 1287 t     | przejęty      |
| 12 września 1915 | „Bien”           | Norwegia        | 120 t      | zatopiony     |
| 13 września 1915 | „Norte”          | Norwegia        | 216 t      | zatopiony     |
| RAZEM            | RAZEM            | zatopione:      | zatopione: | 16            |
| RAZEM            | RAZEM            | przejęte:       | przejęte:  | 3             |